# Landmaker
Landmaker (ランドメーカー?, Randomēkā) è un videogioco arcade di genere rompicapo, sviluppato e pubblicato dalla Taito nel 1998. Ebbe un'unica conversione per la console PlayStation, il quale è conosciuto in Nord America con il nome di Builder's Block.

## Trama
La prefazione è estrapolata dal volantino da sala (traduzione non ufficiale):
C'era solo un continente rimasto con una cultura che assomigliava all'antica Cina. Le persone in fuga dai continenti sommersi arrivarono in questo posto con la loro nuova cultura e fondarono un nuovo paese. Questo nuovo paese fu influenzato dall'antica cultura e si riproduceva in modo sicuro, ma questo è l'inizio della nuova lotta.»

## Modalità di gioco
Landmaker è controllato da un joystick e da un pulsante, e i pezzi colorati vengono lanciati dal fondo dello schermo lungo i quadrati disposti a forma di diamante. I pezzi dello stesso colore vengono cancellati facendo scontrare verticalmente i vertici superiore e inferiore dei pezzi.
Se la destinazione del pezzo è un pendio, il pezzo espulso si muove in diagonale verso l'alto nella direzione opposta al pendio e quando si scontra con un pezzo posizionato sul campo, si attacca ad esso e smette di muoversi (se la destinazione è il bordo del campo, verrà nuovamente invertito). Quando si attacca, il pezzo a una casella di distanza da esso viene ridipinto dello stesso colore del pezzo espulso. Questo cambiamento di colore nell'ambiente circostante deve essere preso in considerazione quando si collegano gli edifici, come descritto di seguito.
I pezzi dello stesso colore che sono attaccati tra loro sono collegati per formare "edifici" e quando i pezzi vengono cancellati, gli edifici collegati vengono cancellati insieme. Più grande è l'area di costruzione dell'edificio, più alto è il punteggio che si può ottenere. Collegandoli in una grande forma di diamante come quadrati 2x2, 3x3 o 4x4, si trasformerà in un "grande edificio" e vengono guadagnati punti quando sarà completato. Quando vengono cancellati grandi edifici, un oggetto viene lasciato al centro e quando quell'oggetto viene cancellato, i pezzi e gli edifici sul campo possono essere cancellati insieme o il loro colore può essere cambiato.
Nella modalità Vs., le costruzioni cancellate vengono inviate nei blocchi dell'avversario e i pezzi incolori si avvicinano dalla parte superiore dello schermo a seconda dell'area degli edifici cancellati. Questi possono essere respinti eseguendo cancellazioni di collegamento dalla parte del giocatore. Se la scadenza viene superata senza che un pezzo sia stato posizionato, la partita termina. Sempre in tale modalità, il primo giocatore a vincere un numero stabilito di pezzi vince. Inoltre, i giocatori possono scegliere tra otto personaggi da usare all'inizio della partita e i pezzi progettati differiranno a seconda del personaggio utilizzato.

## Accoglienza
In Giappone, la rivista Game Machine elencò Landmaker nel numero del 1º ottobre 1998 come la quattordicesima unità arcade di maggior successo del mese.